# 中华人民共和国数据安全法
中华人民共和国数据安全法是中华人民共和国首部以「數據」或「數據安全」命名的法律，2021年6月10日該法律在第十三屆全國人民代表大會常務委員會第二十九次會議上獲審議通過，2021年9月1日起施行。該法標誌著中華人民共和國在法律上首次明確「數據」的定義；首度明確數據處理活動的義務邊界，數據處理行為不得侵害個人利益。